# Алмаматово
Алмама́тово (рос. Алмаматово, марій. Алмамат) — присілок у складі Сернурського району Марій Ел, Росія. Входить до складу Кукнурського сільського поселення.
Стара назва — Алмаметово.

## Населення
Населення — 14 осіб (2010; 23 у 2002).
Національний склад (станом на 2002 рік):
- марі — 100 %